# Lichenophanes varius
Lichenophanes varius är en skalbaggsart som först beskrevs av Johann Karl Wilhelm Illiger 1801.  Lichenophanes varius ingår i släktet Lichenophanes och familjen kapuschongbaggar. Inga underarter finns listade i Catalogue of Life.